# Ligeti csiga
A ligeti csiga (Cepaea nemoralis) Nyugat- és Közép-Európában őshonos szárazföldi csigafaj, amit Észak-Amerikába is behurcoltak. (A fajt sötétszájú ligeticsiga néven is említik.)

## Előfordulása
A ligeti csiga Közép- és Nyugat-Európában őshonos. A Brit-szigetek déli részén gyakori, Skóciában már ritka, és hiányzik a Hebridákról, Orkney és Shetland szigetéről. Északon Dél-Svédországig, délen Közép-Spanyolországig, keleten pedig a Baltikumig, Nyugat-Ukrajnáig és a Nyugat-Balkánig terjed élőhelye. Nyugat-Európában az egyik leggyakoribb szárazföldi csigafaj. Újabban Észak-Amerikába és Venezuelába is behurcolták. Magyarországon a Dunántúlon, annak is inkább a nyugati felén fordul elő, a Dunától keletre csak két helyről ismert.

## Megjelenése
A ligeti csiga háza 12-22 milliméter magas és 18-25 milliméter széles, 4-5 kanyarulatból áll. A héj színe rendkívül változékony, sárgás, fehéres, barnás vagy vöröses is lehet és változó számú (1-6) és szélességű sötétbarna hosszanti csíkok húzódnak rajta, de egyes esetekben ezek is hiányozhatnak. A szájadék pereme sötétbarna (ritkán fehér), köldöke fiatalkorban szűk, a kifejlett egyedeknél pedig be is záródik. Az 1800-as években színváltozatainak külön nevet adtak, de később egységesítették a fajt.
A hasonló fajok közül a pannon csiga inkább fehér alapú, kevésbé intenzíven színezett. A kerti csigától sötét színű szájadéka különbözteti meg. Azokon a területeken, ahol fehér szájadékú ligeti csigák is előfordulnak, csak anatómiai vizsgálattal, a szerelemnyiluk keresztmetszete alapján különböztethetőek meg. A csiga teste helyenként barnás-vöröses árnyalatú szürke, tapogatói sötétebbek.

## Életmódja
A ligeti csiga nyílt erdőkben, bokros-bozótos területeken él, a települések környékén kertekben, útszéleken is előfordul, helyenként nagy számban is. Korhadó vagy hervadt növényi részekkel táplálkozik, mezőgazdasági károkat nem okoz. Svájcban 1200 méterig, a Pireneusokban 1900 méteres magasságig találták meg.
Hermafroditák, de szexuálisan szaporodnak. Szaporodási időszaka az éghajlattal változik; Angliában június-augusztusban, Francia- és Németországban május-októberben rakja le 40-80 darab 2,5-3 mm hosszú, ovális petéjét a talajba ásott lyukba. A peték 15-20 nap múlva kelnek ki, a fiatal csigák 1 évesen érik el az ivarérettséget. Élettartamuk 7-8 év is lehet, de természetes körülmények között évente kb. 50%-os esélye van, hogy ragadozók zsákmányául essen vagy egyéb módon pusztuljon el.
Magyarországon védett, természetvédelmi értéke 5 000 Ft.

## Színváltozatok

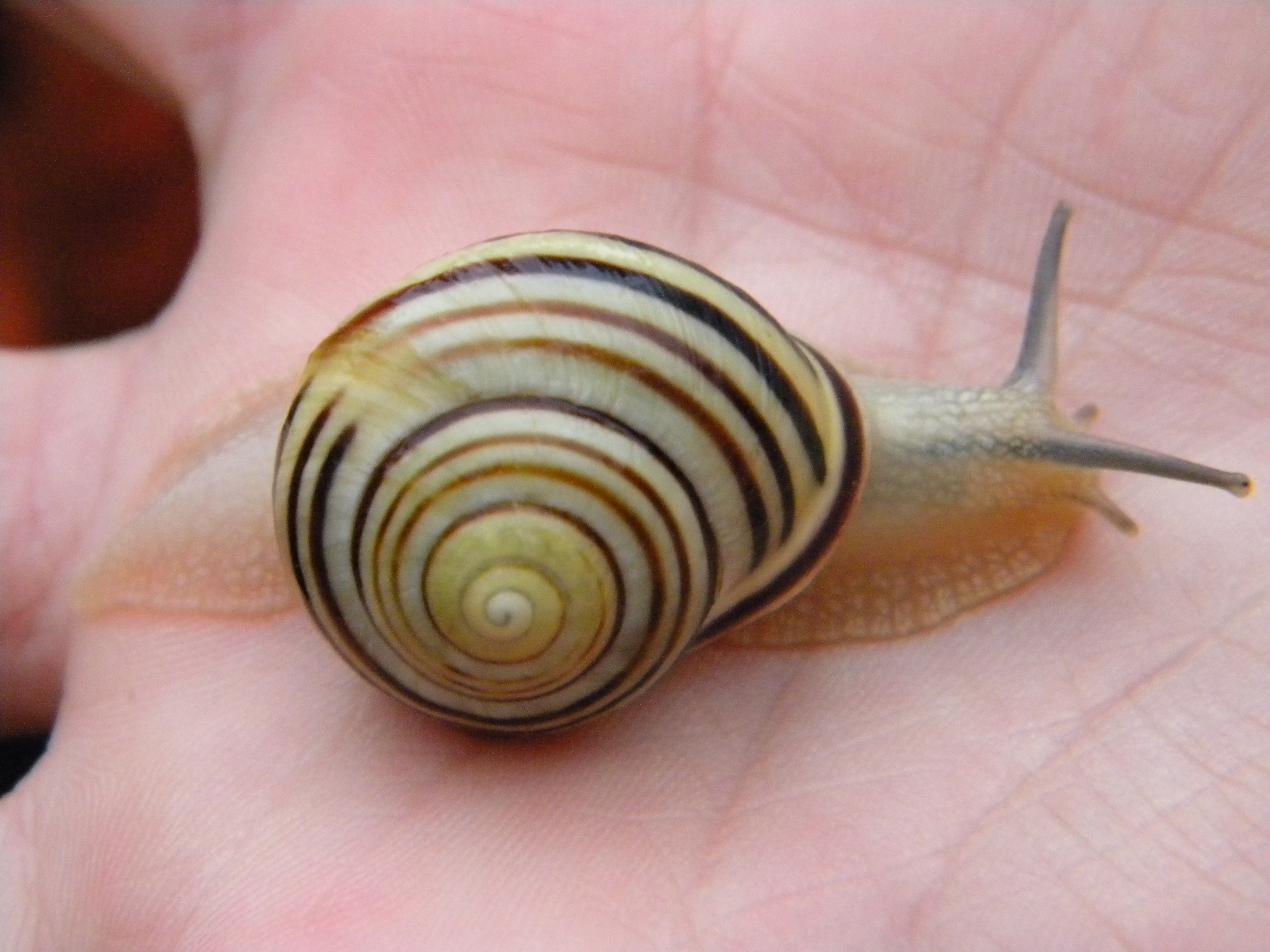
Sokcsíkos változat
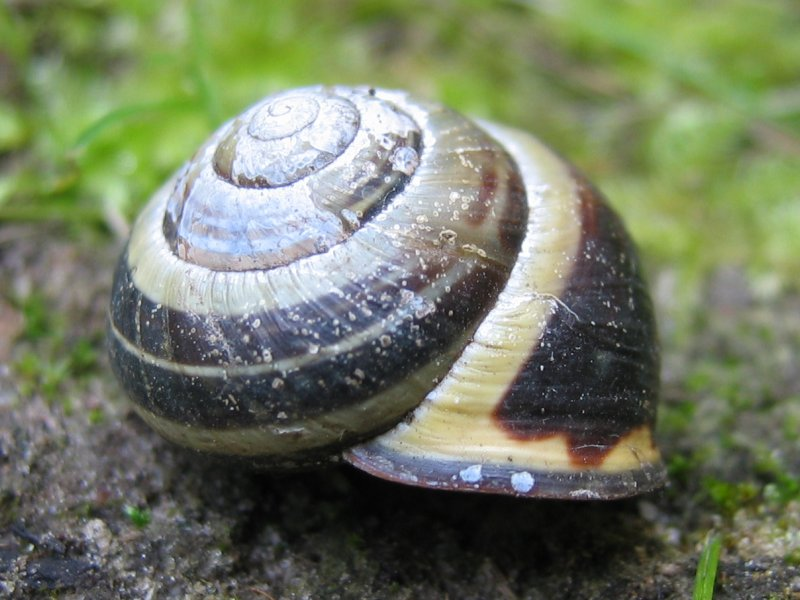
Széles sávú ház
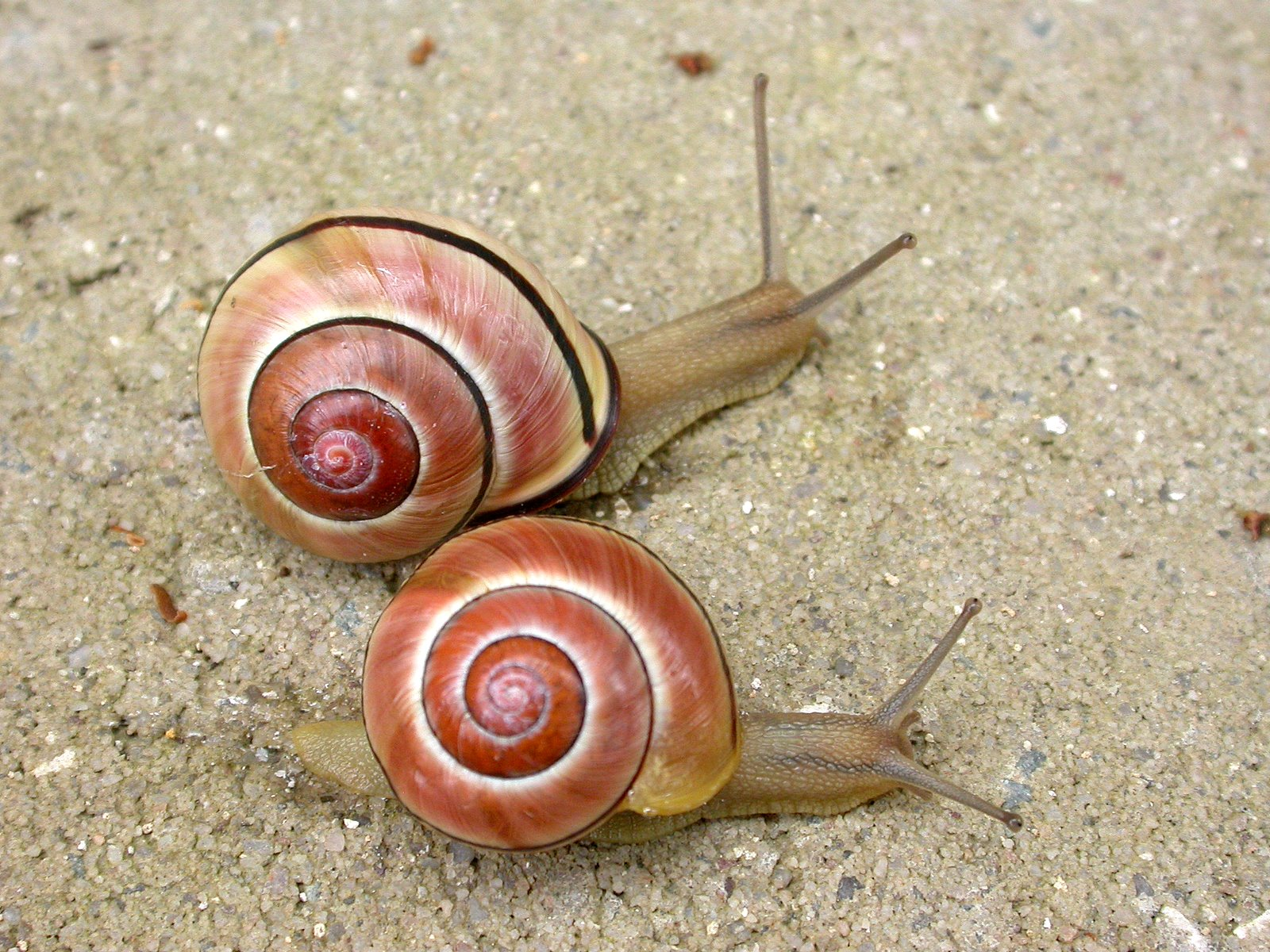
Vöröses alapszín
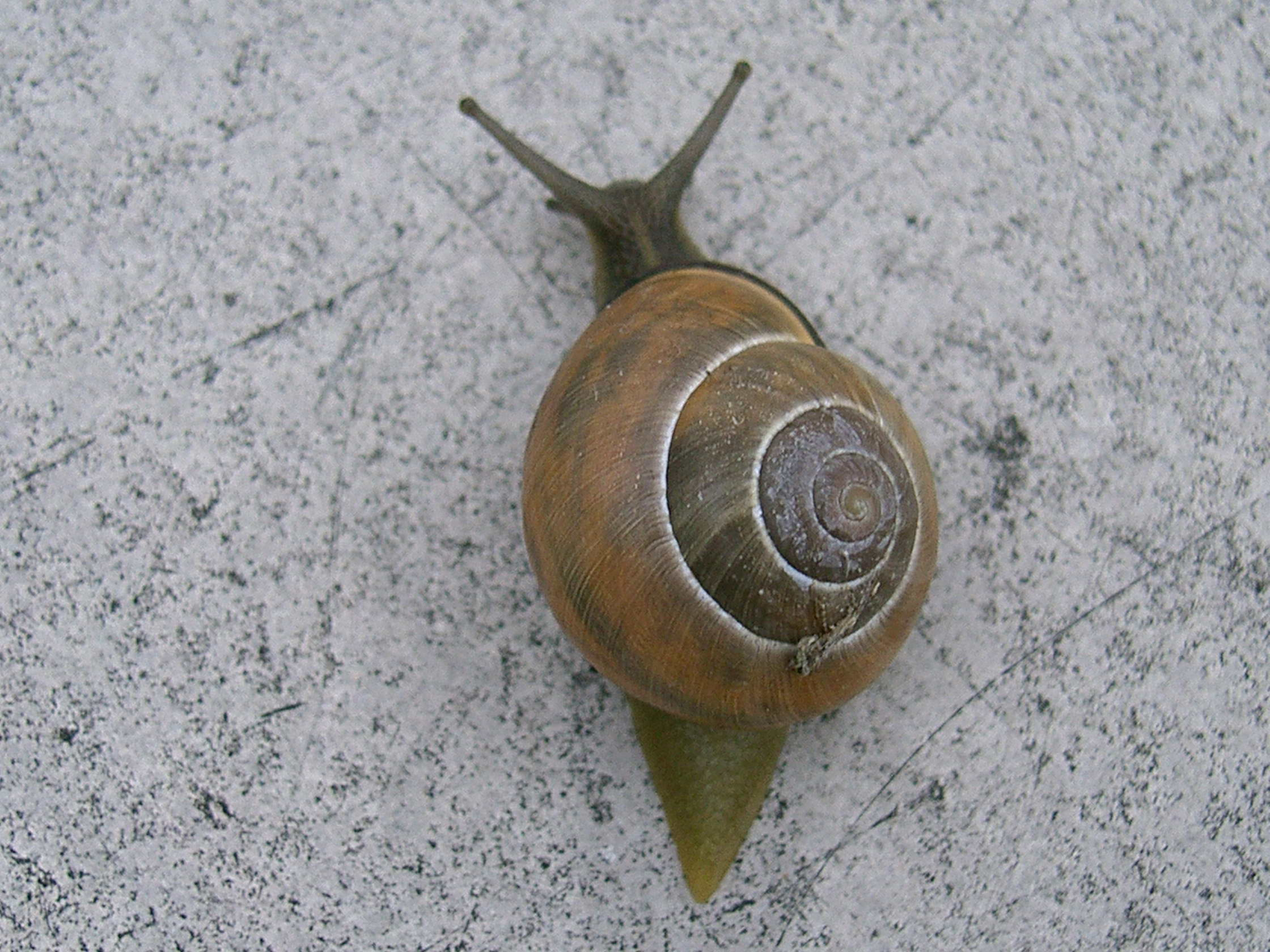
Barna alapszín